# ABS-CBN
ABS-CBN Corporation (splošno znan kot ABS-CBN) je filipinsko medijsko podjetje s sedežem v Quezon Cityju. Ustanovljeno je bilo leta 1946 kot Bolinao Electronics Corporation.
Podjetje je nastalo z združitvijo Alto Broadcasting System in Chronicle Broadcasting Network.